# Mambo Kings
Mambo Kings (The Mambo Kings) ist ein US-amerikanischer Musikfilm von Arne Glimcher aus dem Jahr 1992. Cynthia Cidre schrieb das Drehbuch nach einem Roman von Oscar Hijuelos.

## Handlung
Die kubanischen Brüder César und Nestor Castillo geraten in den 1950er Jahren in Havanna in Konflikt mit in das organisierte Verbrechen verwickelten Clubbesitzern. Sie fliehen in die Vereinigten Staaten, wo sie auf eine Karriere als Musiker hoffen. In New York arbeiten sie zunächst als Fleischer.
Die Brüder treten an der Seite von Tito Puente auf. César erweist sich jedoch immer wieder als wenig kompromissbereit, was die Brüder am Erreichen ihres Zieles hindert. Nestor heiratet Delores Fuentes, die einen Sohn von ihm bekommt.
Die Brüder trennen sich und gerade als sie im Begriff sind, sich wieder zu versöhnen, stirbt Nestor bei einem Autounfall. Davon wachgerüttelt, macht César Nestors alten Traum endlich wahr und eröffnet einen eigenen Club. Delores besucht César; beide hatten immer Gefühle füreinander.

## Kritiken
Roger Ebert schrieb in der Chicago Sun-Times vom 13. März 1992, die erzählte Geschichte sei alt. Der Film weise jedoch so viel „Energie“, „Leidenschaft“ und „Vitalität“ auf, dass er wie neu wirke. Der Zuschauer wisse von Anfang an, dass er nicht überrascht werde, aber auch, dass er „wahrscheinlich“ nicht gelangweilt werde. Das Drehbuch offenbare erzählerische Schwächen.

## Auszeichnungen
Der von Ray Santos arrangierte Song Beautiful Maria of My Soul war 1993 als Bester Song für den Oscar und für einen Golden Globe Award nominiert. Der Song war neben der Komposition Mambo Caliente im selben Jahr zudem bei den Grammys nominiert. Antonio Banderas war 1993 für den Fotogramas de Plata und für den spanischen Edición Premios Unión de Actores nominiert.

## Hintergrund
Der Film spielte in den Kinos der USA Schätzungen zufolge 6,7 Millionen US-Dollar ein.